# Lycée du Parc
Il Lycée du Parc è una scuola superiore pubblica situata nel 6º arrondissement di Lione, in Francia. Il suo nome deriva dal Parco della Tête d'Or, uno dei più grandi parchi urbani d'Europa, che si trova nelle vicinanze.
Fornisce istruzione a livello di liceo e offre anche classi preparatorie, o prépas, che preparano gli studenti a entrare nelle Grandes Écoles d'élite come École Polytechnique, CentraleSupélec, École des Mines de Paris, ESSEC Business School, ESCP Business School e HEC Paris.
La scuola è stata costruita sul sito dell'ex Lunette des Charpennes, parte del sistema di fortificazioni delle Ceintures de Lyon costruito nel XIX secolo.

## Laureati famosi
- Jean-François Revel, uno scrittore, giornalista e filosofo francese
- Jean-Paul Thuillier, un latinista ed etruscologo francese